# Lega Salvini
Lega per Salvini Premier sau Lega, cunoscută odată ca Lega Nord (în română Liga Nordului sau Liga pentru Salvini Premier) este un partid politic regionalist de dreaptă din Italia, fondat în 1991, după unificarea mai multor mici mișcări autonomiste și partide regionaliste din Italia de Nord. Din punct de vedere jurnalistic și popular, Lega este uneori numit „Carroccio”, o referire la o legendă care l-a implicat pe războinicul legendar Alberto da Giussano în timpul bătăliei de la Legnano, simbol al partidului.
Umberto Bossi a fost fondatorul partidului, secretar federal de peste 20 de ani și, din 5 aprilie 2012, președinte federal pe viață. Bossi a fost succedat de Roberto Maroni, care a fost succedat, din 15 decembrie 2013, de Matteo Salvini.

## Istoria
Lega a devenit rapid unul dintre cele mai influente partide din Italia, datorită în mare parte retoricii sale populiste și de anticorupție. O mare parte din creșterea electorală a Ligii este explicată de uriașele scandaluri de corupție (Tagentopoli) care au apărut în perioada când a fost înființarea partidul. Partidul, profitând de climatul de neîncredere față de vechile partide ale „Primei Republici” (1946-1994) a obținut rezultate spectaculoase și, chiar și cu sfârșitul Primei Republici, Liga a continuat să aibă o bază electorală puternică. Începând cu anii 1990, Liga a devenit un partener ferm într-o coaliție de centru-dreapta, condusă de Forza Italia a lui Silvio Berlusconi.
Ideologic, Lega Nord este definită ca un partid de dreapta și chiar de extremă dreaptă datorită discursului său anti-imigrație, anti-islam și chiar xenofob, în ciuda faptului că liderii săi spun că partidul nu este nici de stânga, nici de dreapta. În probleme precum avortul, căsătoria homosexuală sau legalizarea drogurilor ușoare, partidul urmează o linie conservatoare, deși la începuturile sale partidul a urmat o linie liberală în aceste aspecte. Partidul apără o linie economică liberală, susținând mai puțină birocrație de stat și taxe mai mici, pe lângă faptul că are o puternică componentă ecologică. În problema Uniunii Europene, în ciuda faptului că partidul critică puternic modelul actual al UE, partidul apără o „Europa a Regiunilor”, iar, la ultimele alegeri legislative, partidul a apărat emiterea de euroobligațiuni, mai multe puteri pentru Parlamentul Uniunii Europene, alegerea directă a președintelui Comisiei Europene și centralitatea Italiei în politica europeană. În cele din urmă, partidul pledează pentru crearea unui adevărat sistem federal în Italia, acordând mai multe puteri regiunilor din nordul Italiei.
Odată cu alegerea lui Matteo Salvini ca lider de partid în septembrie 2013, Lega a făcut o schimbare ideologică clară către dreapta, adoptând un discurs clar populist, având ca temă principală opoziția puternică față de sosirea mai multor imigranți și refugiați în Italia. O altă temă puternică a conducerii lui Salvini este euroscepticismul clar al Ligii, Salvini descriind euro drept „crimă împotriva umanității”. Această linie de dreapta în mod clar populistă a determinat Liga Nordului să intre într-o alianță la nivel european cu mai multe partide de aceeași linie, cu accent deosebit pe apropierea puternică de Adunarea Națională al lui Marine Le Pen din Franța.
Dar cea mai mare schimbare făcută de Salvini a fost abandonarea caracterului regional al partidului și transformarea acestuia într-un partid național care concurează în toate regiunile Italiei. Cel mai mare exemplu al unei astfel de schimbări a fost campania pentru alegerile generale din 2018, unde partidul a candidat doar sub numele de „Lega” și sub sloganul „Salvini Premier”. În ciuda acestei schimbări, Lega continuă să aibă principala sa bază de sprijin în nordul țării, iar în regiunea Veneto urmează o linie clar regionalistă, încurajând separatismul în această regiune.